# Missy VD
| VD ist das Kürzel für den Kanton Waadt in der Schweiz. Es wird verwendet, um Verwechslungen mit anderen Einträgen des Namens Missy zu vermeiden. |

Missy ist eine politische Gemeinde im Distrikt Broye-Vully des Kantons Waadt in der Schweiz. Der frühere deutsche Name Missach (1446 erwähnt) wird heute nicht mehr verwendet.

## Geographie
Missy liegt auf 442 m ü. M., 7 km nordnordöstlich des Bezirkshauptorts Payerne (Luftlinie). Das ehemalige Strassenzeilendorf erstreckt sich leicht erhöht am Nordrand der Broyeebene, am Fuss des Höhenrückens zwischen dem Neuenburgersee und dem unteren Broyetal, im nordöstlichen Waadtländer Mittelland.
Die Fläche des 3,1 km² grossen Gemeindegebiets umfasst einen Abschnitt der Broyeebene. Der Gemeindeboden erstreckt sich von der kanalisierten Broye nordwärts über die landwirtschaftlich intensiv genutzte Ebene, die auch von der in ein Kanalbett gezwängten Petite Glâne durchquert wird. Nördlich der Ebene schliesst sich der Molasserücken an, der die südwestliche Fortsetzung des Mont Vully bildet. Auf dem Gebiet von Missy wird diese Höhe durch das Tälchen des Ruisseau des Vaux in die Höhe L'Ecrua im Westen und Fochaux im Osten getrennt. Auf der letzteren wird mit 475 m ü. M. der höchste Punkt von Missy erreicht. Von der Gemeindefläche entfielen 1997 10 % auf Siedlungen, 2 % auf Wald und Gehölze, 87 % auf Landwirtschaft und etwas mehr als 1 % war unproduktives Land.
Zu Missy gehört die Hofsiedlung Les Pièces (439 m ü. M.) am Rand der Broyeebene. Nachbargemeinden von Missy sind Corcelles-près-Payerne im Kanton Waadt sowie Vallon, Saint-Aubin und Belmont-Broye im Kanton Freiburg.

## Bevölkerung
Mit 373 Einwohnern (Stand 31. Dezember 2023) gehört Missy zu den kleinen Gemeinden des Kantons Waadt. Von den Bewohnern sind 86,6 % französischsprachig, 10,9 % deutschsprachig und 1,5 % portugiesischsprachig (Stand 2000). Die Bevölkerungszahl von Missy belief sich 1860 auf 266 Einwohner, 1900 auf 359 Einwohner. Nachdem die Bevölkerung bis 1980 auf 252 Personen abgenommen hatte, wurde seither wieder eine leichte Bevölkerungszunahme registriert.

## Wirtschaft
Missy war bis in die zweite Hälfte des 20. Jahrhunderts ein vorwiegend durch die Landwirtschaft geprägtes Dorf. Noch heute haben der Ackerbau (insbesondere Getreide, Zuckerrüben und Gemüsekulturen) und der Obstbau eine wichtige Bedeutung in der Erwerbsstruktur der Bevölkerung. Im 18. Jahrhundert gab es auch Pferdezucht. Weitere Arbeitsplätze sind im lokalen Kleingewerbe und im Dienstleistungssektor vorhanden. In den letzten Jahrzehnten hat sich das Dorf auch zu einer Wohngemeinde entwickelt. Einige Erwerbstätige sind Wegpendler, die vor allem in Payerne arbeiten.

## Verkehr
Die Gemeinde ist verkehrstechnisch gut erschlossen. Sie liegt an der Hauptstrasse von Estavayer-le-Lac nach Sugiez. Der Autobahnanschluss Avenches an der A1 (Lausanne–Bern) ist rund 6 km vom Ortskern entfernt. Durch den Postautokurs, der von Estavayer-le-Lac nach Freiburg verkehrt, ist Missy an das Netz des öffentlichen Verkehrs angebunden.

## Geschichte
Die erste urkundliche Erwähnung des Ortes erfolgte 1148 unter dem Namen Missiacum. Später erschienen die Bezeichnungen Messi (1158), Missiaco (1183), Missye (1260) und Missie (1343). Der Ortsname geht auf den römischen Geschlechtsnamen Missius zurück.
Seit seiner ersten Nennung gehörte Missy dem Cluniazenserpriorat Payerne. Auch die Herren von Grandcour hatten reichen Grundbesitz auf dem Gemeindegebiet. Mit der Eroberung der Waadt durch Bern im Jahr 1536 kam das Dorf unter die Verwaltung des Gouvernement Payerne. Nach dem Zusammenbruch des Ancien Régime gehörte Missy von 1798 bis 1803 während der Helvetik zum Kanton Léman, der anschliessend mit der Inkraftsetzung der Mediationsverfassung im Kanton Waadt aufging. 1798 wurde es dem Bezirk Payerne zugeteilt.

## Sehenswürdigkeiten
Die heutige Kirche von Missy wurde 1810 erbaut. Im Ortskern sind einige charakteristische Bauernhäuser aus dem 17. bis 19. Jahrhundert erhalten.